# Tenagomysis tasmaniae
Tenagomysis tasmaniae is een aasgarnalensoort uit de familie van de Mysidae. De wetenschappelijke naam van de soort is voor het eerst geldig gepubliceerd in 1991 door Fenton.